# VHDL
VHDL (англ. VHSIC (Very high speed integrated circuits) Hardware Description Language) — язык описания аппаратуры интегральных схем. Язык проектирования VHDL является базовым языком при разработке аппаратуры современных вычислительных систем. 

## Создание VHDL
Был разработан в 1983 году по заказу Министерства обороны США с целью формального описания логических схем для всех этапов разработки электронных систем, начиная модулями микросхем и заканчивая крупными вычислительными системами.
Первоначально язык предназначался для моделирования, но позднее из него было выделено синтезируемое подмножество. Написание модели на синтезируемом подмножестве позволяет реализовать автоматический синтез схемы функционально эквивалентной исходной модели. Средствами языка VHDL возможно проектирование на различных уровнях абстракции (поведенческом или алгоритмическом, регистровых передач, структурном), в соответствии с техническим заданием и предпочтениями разработчика. Заложена возможность иерархического проектирования, максимально реализующая себя в экстремально больших проектах с участием большой группы разработчиков. Представляется возможным выделить следующие три составные части языка: 
- алгоритмическую — основанную на языках Ada и Pascal и придающую языку VHDL свойства языков программирования;
- проблемно-ориентированную — в сущности и обращающую VHDL в язык описания аппаратуры;
- и объектно-ориентированную, интенсивно развиваемую в последнее время.

Стандартами 1987, 1991, 1993, 1996, 1997, 1999, 2000, 2002 и 2008 годов закреплены многие его усовершенствования, так например начиная со стандарта VHDL-2000, язык приобретает основы объектно-ориентированной парадигмы. 
VHDL создан как средство описания цифровых систем, однако существует подмножество языка — VHDL AMS (Analog Mixed Signal), позволяющее описывать как чисто аналоговые, так и смешанные (гибридные) — цифро-аналоговые — схемы.

## Стандарты
- IEEE Std 1076-2002 IEEE Standard VHDL Language Reference Manual

Sponsor: Design Automation Standards Committee of the IEEE Computer Society,
Approved: 26 July 2002, American National Standards Institute,
Approved: 21 March 2002, IEEE-SA Standards Board
- IEEE Std 1076-2008 IEEE Standard VHDL Language Reference Manual

Approved: 26 September 2008 IEEE SA-Standards Board
- ГОСТ Р 50754-95 Язык описания аппаратуры цифровых систем VHDL. Описание языка

## Открытое аппаратное обеспечение, использующее VHDL
На языке VHDL созданы описания открытых микропроцессоров ERC32 (SPARC V7) и LEON (SPARC V8). Исходный код доступен под лицензиями LGPL и GPL соответственно.

## Верификация в VHDL
На основе языка VHDL'2008 разработана Open Source VHDL Verification Methodology (OS-VVM), которая позволяет реализовать функциональное покрытие и управляемую генерацию псевдослучайных тестов, что используется при верификации цифровых функциональных блоков. В рамках OS-VVM написано несколько VHDL пакетов с открытыми исходными кодами, которые позволяют достаточно просто выполнять генерацию псевдослучайных тестов и интеллектуальное функциональное покрытие в своих проектах, используя функции описанные в предлагаемых пакетах CoveragePkg и RandomPkg. OS-VVM предоставляет аналогичные возможности, какие существуют в других языках верификации (SystemVerilog или e).